# Sandro Oliva

Sandro Oliva

Sandro Oliva (Roma, 26 aprile 1954) è un chitarrista e compositore italiano. È stato profondamente ispirato da Frank Zappa, sia considerando il suo stile chitarristico e l'aspetto compositivo più demenziale ed irriverente, sia per la particolarità del suo look.
 È stato anche chitarrista, vocalist e co-produttore con le Grandmothers, band fondata da musicisti che collaborarono con lo stesso Zappa nel periodo delle Mothers Of Invention.

## Biografia
Inizia a suonare la chitarra a 12 anni (Catania, 1966) e a sperimentare tecniche di registrazione a 14 (1968).
Dal 1973 partecipa alla scena underground romana con il gruppo musicale FUNGO!(Insieme Musicale Abnorme), dal repertorio prevalentemente strumentale: temi strutturati uniti ad improvvisazioni vicine a free-jazz e fusion, ma trattati come parodie, spesso dissacranti lo stesso concetto di avanguardia.
Di questo periodo si ricordano le partecipazioni al Festival di Avanguardia e Nuove Tendenze nel 1974, al film Ecce bombo di Nanni Moretti nel 1977 e al MIMS di Sanremo nel 1978, nonché un breve tour in sud America nel 1980.
La band registra un 45 giri (inedito in Italia) e un LP mai pubblicato, per poi sciogliersi nel 1981.
Successivamente Oliva viene invitato a due puntate della trasmissione RAI Tuttinsieme, da cui deriva una proposta discografica con partecipazione al Festival di Sanremo, che però non accetta per le limitazioni previste al suo stile musicale.
Dopo un periodo di pausa in cui si occupa di Informatica, anche musicale, dal 1985 il progetto assume il nuovo nome di Sandro Oliva & the Blue Pampurio's, sotto il quale vengono realizzati tre album ufficiali e diversi autoprodotti o distribuiti in rete.
Questi lavori presentano, oltre ad alcuni brani  strumentali, anche "canzonette" con musica sdolcinata e testi satirici e corrosivi che fanno includere, almeno in parte, Sandro Oliva nel filone della musica demenziale. Nonostante l'esiguo numero di copie vendute per una distribuzione inesistente, il progetto riscuote un notevole successo di critica, riscontrato anche da alcuni passaggi TV in RAI e Videomusic.
Nel 1990 viene premiato dalla rivista Fare Musica come Musicista Indipendente dell'anno.
Nel 1993, mentre sta completando nel nuovo Studio il suo terzo album, viene chiamato da Jimmy Carl Black, Don Preston e Bunk Gardner (ex Mothers of Invention di Frank Zappa) a unirsi a The Grandmothers, con cui partecipa a 7 tour europei ed uno USA.
Cura anche la produzione di due CD e, nei periodi di assenza di Don Preston, la direzione musicale della band (1998-2000).
Dopo lo scioglimento dei Grandmothers seguito al massacrante tour USA, trasferisce abitazione e studio a Tuscania (VT), dove completa il suo quarto album (Heavy Lightning), a lungo rimandato per gli impegni live.

Successivamente mette insieme una nuova versione dei Blue Pampurio's, con cui collabora spesso Jimmy Carl Black, "L'Indiano Del Gruppo" dei Mothers of Invention.
Dal 2004 al 2005 si dedica alla registrazione di Never Covered, sorta di Bignami del Rock in 69 brani (1957/1978), cofanetto di 4 CD in tiratura limitata.

Nel 2007 festeggia i 40 anni di carriera musicale con un concerto in big band con ospiti, tra i quali (per l'ultima volta) Jimmy Carl Black.

Nel 2008 compone un album di brani elettronico/orchestrali per commemorare l'amico Jimmy C.Black appena scomparso (OSSI SACRI).

Nel 2011 partecipa con la sua band allo Zappanale (Bad Doberan, Germania) accompagnando la cantante ed ex collaboratrice di Zappa Essra Mohawk, con la partecipazione del chitarrista Gary Lucas (Beefheart, Jeff Buckley).

Nel set S.O. presenta un medley di brani dal repertorio dei Mothers Of Invention nel periodo del Garrick Teathre (1967) con Essra, come allora, nel ruolo di corista e danzatrice.

Nel 2012 torna allo Zappanale con la band, questa volta presentando il proprio show (più un'altra selezione di vecchi brani dei MOI)

Dal 2016 al 2023 partecipa come chitarrista a una serie di compilation di brani di Frank Zappa a nome Z.E.R.O. (Zappa Early Renaissance Orchestra), prodotti dal bassista Kevin Crosby e con la partecipazione di diversi musicisti USA tra cui due membri dei Tubes

Tornato a vivere a Roma nel 2023, vi completa il secondo album di musiche Elettronico/Orchestrali basato sulle storie delle estati passate in Sicilia (Nicolosi, 1963/77)

Nel 2024 riunisce una rinnovata formazione dei Blue Pampurio's, ultimando le registrazioni del nuovo CD "SORCI VERDI & SPAGO", interrotte a suo tempo a causa della Pandemia e con uscita prevista per il 2025.

## Collaborazioni
Filippo Scòzzari, Piero Avallone, Maurizio Guarini, Maurizio Sottana, Sandro Satta, Sandro Vecchiotti, Danilo Terenzi, Eugenio Colombo, Alvise Sacchi, Fabio Liberatori, Massimo Schiavoni, Andrea Pighi, Luciano Nevi, Federico Capranica, Marco Manusso, Roberto Mucci, Nicola Distaso, Mario Distaso, Fiorella Mannoia, Memmo Foresi, Emiliano LiCastro, Valerio Serangeli, Roberto Pagnotta, Marco Tocilj, Marco Orfei, Mauro Andreoni, Giovanni Lo Cascio, Francesco Lo Cascio, Stefano Napoleoni, Enzo De Luca, Cristiano Carrano, Marco Scozzafava (alias Marco Silvestri), Stefano Baldasseroni, Roberto Quattrini, Domenico Galle, Giulio Caneponi, Mauro Centrella, Gianluca Ferrante, Ares Andreoni, Nanni Moretti, Florinda Bolkan, Maurizio Sciarra, Chicago Beau, Mario Crispi, Jimmy Carl Black, Don Preston, Bunk Gardner, Motorhead Sherwood, Ener Bladezipper, Mani Neumeier, Essra Mohawk, Gary Lucas, Ike Willis, Tommy Mars, Freak Antoni, Ossi Duri, Daniele Sepe, Kevin Crosby, Prairie Prince.

## Discografia

### Con FUNGO!(Insieme Musicale Abnorme)
- 1980 - Pusher! / S-S-Surf - 7", Venezuela

### Con Sandro Oliva & The Blue Pampurio's
- 1981 - Papù - Koka records, inedito
- 1987 - Aria Malsana - LP Spittle Records/Toast Records, Italia
- 1989 - Living With A Moustache  - LP Mantra Records, Italia
- 1994 - Who The Fuck Is Sandro Oliva?!?  - CD Muffin Records, Germania
- 2003 - Junk Food - CD Obvious Music, Italia (Live with Jimmy Carl Black)
- 2005 - Heavy Lightning - CD Obvious Music, Italia

### Sandro oliva
- 2006 - Never Covered - 4CD Obvious Music, Italia
- 2008 - Ossi Sacri - CD Obvious Music, Italia
- 2023 - Estati (1963-77) - Obvious Music, Italia

### Con The Grandmothers
- 1994 - Who Could Imagine? - CD Munich Records, Paesi Bassi
- 2000 - Eating the Astoria - CD EFA, Germania (live in London 1998)
- 2001 - 20 Years Anthology of... Vol.1
- 2002 - 20 Years Anthology of... Vol.2

### Compilation
- 2003 - Frank You, Thank.. Vol.2 - CD il manifesto, Italia
- 2023 - 48 Rotoli di Bugie - The Worst of S.O.

### Partecipazioni
- 1980 - Gerpongo! - rock-opera, parzialmente inedita
- 1983 - Dimmi di No (Foresi/Oliva) -  su LP "Fiorella Mannoia", CGD; coautore con Memmo Foresi
- 1995-2013 - Sergio's Harem - musiche per balletto, parzialmente inedite
- 1996 - Storie Da Li Peggio Quartieri - Contromano - CD
- 2010 - Fessbuk. Buonanotte al manicomio - Daniele Sepe, il manifesto CD; gtr solo
- 2016 - Tolerance - Zappa Early Renaissance Orchestra, CD; gtr in Who Are The Brain Police
- 2020 - Blather - Zappa Early Renaissance Orchestra,  CD; gtr in Montana, Grunion Run, The World Greatest Sinner
- 2021 - Make An Arf Noise Here - Zappa Early Renaissance Orchestra, CD; gtr in Trouble Comin' Every Day, Status Back baby
- 2023 - Six Of One - Zappa Early Renaissance Orchestra, cordeliarecords CD; gtr in Tell Me You Love Me

## Filmografia
- Ecce bombo (1978, regia di Nanni Moretti), compositore (brano "Specie dominante"), cameo[1]
- Eu Não Conhecia Tururu (2000, regia di Florinda Bolkan), compositore[2]
- Alla rivoluzione sulla due cavalli (2001, regia di Maurizio Sciarra), cameo[3]